# Beato di Liébana

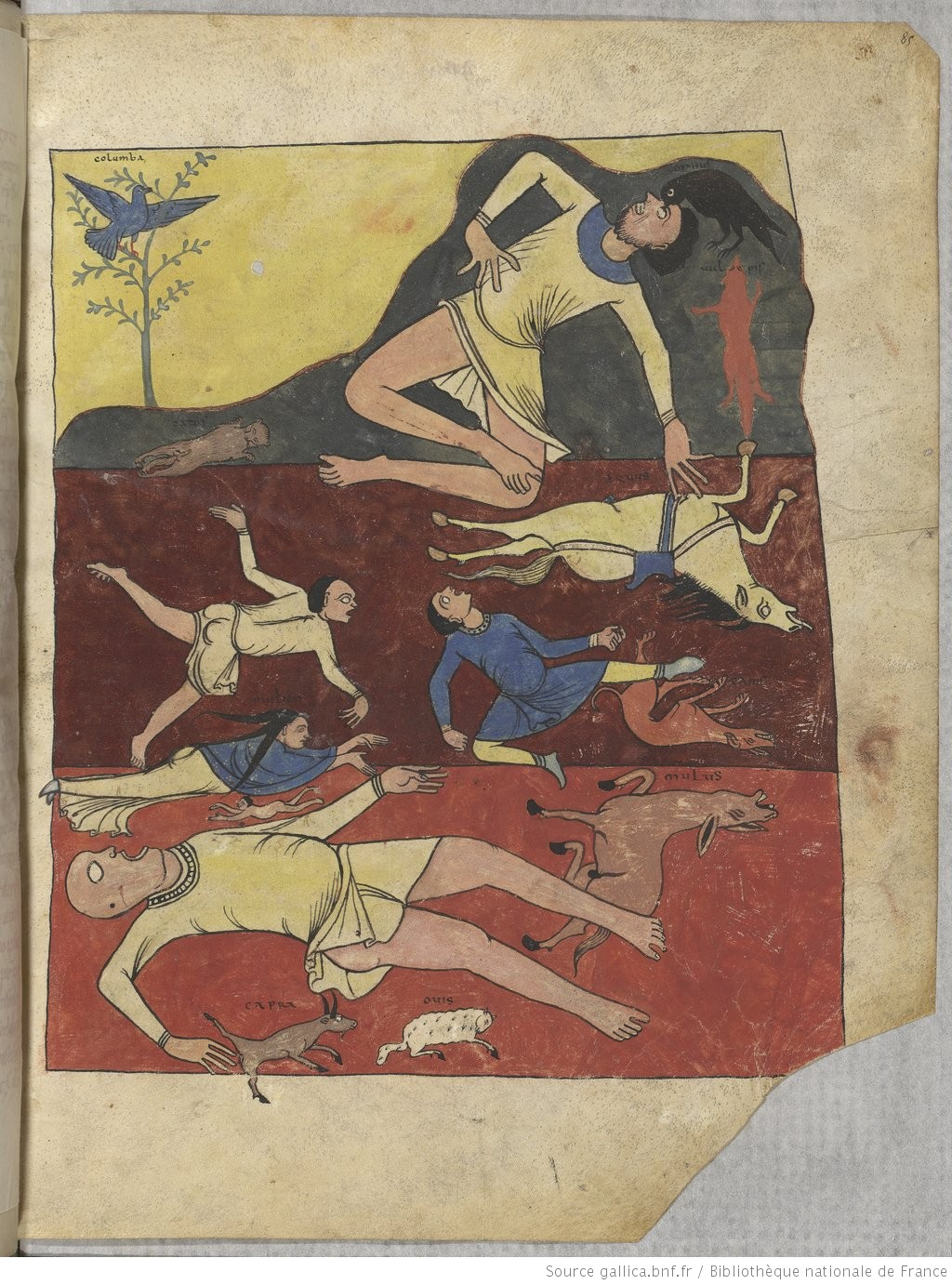
Il diluvio universale. Dal Codice di Saint Sever (XI secolo), tra gli esemplari più noti dei Commentari dell'Apocalisse. A esso si ispirò anche Picasso, in Guernica.

Beato di Liébana (730 circa – Liébana, 798) è stato un monaco cristiano spagnolo, che combatté l'eresia adozionista diffusa da Felice vescovo di Urgell ed Elipando, arcivescovo di Toledo. Con lui si schierò il grande Alcuino, precettore di Carlo Magno.

## Opere
È noto soprattutto per i Commentari dell'Apocalisse scritti nel 776, poi rivisti nel 784 e di nuovo nel 786; sono composti in un latino zoppicante e attingendo abbondantemente all'opera di Agostino, Ticonio, Fulgenzio, Girolamo e di altri scrittori e teologi dell'antichità tardiva.
Nei secoli successivi (dal IX al XIII), i Commentari furono miniati nei monasteri di Navarra, di Castiglia e del León e, per la loro forza visionaria, divennero un best seller dei cosiddetti secoli bui, copiati e ricopiati decine di volte. In essi, l'arte mozarabica, nata dall'incontro nella penisola iberica della tradizione cristiana e di quella musulmana, trova la sua massima espressione. Sono sopravvissuti 24 codici miniati del commentario e sono essi stessi chiamati beatus.
Dal nome di Beato, inoltre, prende il nome un particolare tipo di mappa medievale, detta mappa beatina, dal momento che su tutte le copie dei Commentari si trova una rappresentazione del mondo di questo tipo.